# محمود الغزنوي
يمين الدولة أبو القاسم محمود بن سُبُكْتِكِيْن الغزنوي (ولد في 2 نوفمبر 971م - وتوفي في 30 إبريل 1030م) المعروف باسم محمود الغزنوي هو حاكم الدولة الغزنوية في المدة من عام 998م إلى 1030م في زمن الخلافة العباسية، واسمه باللغة التركية Yemin el-Devlet Mahmut، وتعني يمين الدولة محمود، أما بالفارسية فإن اسمه أبو القاسم محمود بن سُبُكْتِكِيْن.
اسمه الكامل يمين الدولة أبو القاسم محمود بن سُبُكْتِكِيْن. وقد لُقِّب بسیف‌ الدولة، ویمین‌ الدولة، وأمین‌ الملة، والغازي، وبطل الإسلام، وفاتح الهند، ومحطّم الأصنام، ويمين أمير المؤمنين، ولكنه اشتهر باسم السلطان محمود الغزنوي.
ارتفعت الدولة الغزنوية في فترة حكمه إلى الأوج في قليل من الزمن بفضل همة محمود وحسن قيادته، إذ استطاع أن يغلب السامانيين على أمرهم وأن يغزو الهند. كان أول ما فعله محمود الغزنوي فور توليه الحكم وحلفه اليمين هو عقد معاهدة مع جيرانهِ الشماليين من القراخانيين. وبدأ على إثر تلك المعاهدة في حروبهِ ناحية الهند. وقد خاض ما يقرب من سبعة عشر معركة ضد الهنود في الفترة من 1001م إلى 1027م. وأن يوسع حدود مملكته التي ورثها حتى امتدت من بخارى وسمرقند إلى الكجرات وقنوج وشملت أفغانستان وبلاد ما وراء النهر وسجستان وخراسان وطبرستان وكشمير وجزءً كبيراً من الولايات الواقعة في الشمال الغربي من الهند. حتى إذا كانت سنة 1030م (421هـ) أدركته الوفاة، وبعد ذلك بسبع سنين انتقل ملكه العريض فعلياً إلى أيدي السلاجقة. إلا أن دولته التي أسسها لم يُقضَ عليها فعلياً إلا سنة 582هـ، عندما استولى الغوريون على آخر ممتلكاتها في الهند وأوقعوا بها الوقوع النهائي.
كان محمود الغزنوي نصيراً كبيراً للأدب والفنون، إذ كان يعيش في عهده كثير من العلماء والشعراء، منهم: ابن سينا وأبو الريحان البيروني وأبو الفتح البستي والعسجدي والفردوسي والبيهقي والفرخي والمنوجهري والعنصري والكسائي والدقيقي والغضائري.

## نشأته وبداية حياته السياسية
ولد محمود الغزنوي في 2 أو 14 نوفمبر عام 971م في غزنة، وكان والده قائدًا عسكريًا يُسمى سُبُكْتِكِيْن، أما أمه فكانت تنسب إلى أصل فارسي من منطقة زابلستان. ولهذا السبب كان الشعراء يخاطبون السلطان محمود من آن لآخر بمحمود الزابولي. وقد بدأ السلطان محمود بتولّي الإدارة في سن الشباب وكان أول عمل له خارج مدينة غزنة، هو إدارة منطقة زمين دفر. وقد نجح الحاكم الساماني بالقضاء على تمرد حاكم خراسان في عام 994م بمساعدة جنود سُبُكْتِكِيْن، وعلى إثر هذا لقّبه الحاكم الساماني بناصر الدين والدنيا. أما هو فقد أطلق على نفسه لقب سيف الدولة.
بعدما مات سُبُكْتِكِيْن وانتشر خبر وفاته، جاء ابنه الصغير إسماعيل إلى بلخ وأعلن نفسه حاكمًا للدولة الغزنوية وذلك لوصية والده، ولكن محمود الغزنوي الذي كان في نيسابور في هذا الوقت كان أكثر خبرة وتجربة وقوة من إسماعيل. ولأن محمود كان أكبر من إسماعيل وأحق بالحكم منه، عرض على إسماعيل أن يترك الحكم ويتولى خراسان وبلخ، إلا أن إسماعيل لم يوافق، حتى وقعت بينهما معركة حربية في مارس 998م وانتصر فيها جيش محمود الغزنوي، ولجأ إسماعيل إلى حصن، ثم قُتل بعدها بسبعة أشهر.

## فتح الهند

حدود الدول عند بداية السلطان محمود لغزواته

أول ما فعله محمود الغزنوي فور توليه الحكم وحلفه اليمين هو عقد معاهدة مع جيرانه الشماليين من القراخانيين. وبدأ على إثر تلك المعاهدة في حروبه باتجاه الهند. وقد خاض ما يقرب من سبع عشرة معركة ضد الهنود في الفترة من 1001م إلى 1027م. وكان الهدف الرئيس لتلك الحروب هو نشر الإسلام، وزيادة عدد الجيش الغزنوي، وجمع الغنائم. وقد خرج السلطان محمود في أول حرب له إلى الهند في سبتمبر سنة ألف. وقد سيطر وقتها على عدة قلاع هندية. وقد خرج محمود الغزنوي في ثاني حملة له إلى الهند في جيش مكوّن من 15 ألف بالخيول، وقد وقعت المعركة بينه وبين جيبال في 27 نوفمبر 1001م، وانتصر فيها محمود الغزنوي، وغنم فيها غنائم كثيرة كانت الفيلة من ضمنها. وقد كانت حملة محمود الغزنوي الثالثة إلى منطقة بهتيا التي لم تدعمه في حملته الثانية، وقد كانت تلك المنطقة تحت قيادة باجي راي، وعندما هُزم باجي راي في تلك المعركة أصبحت تلك المنطقة في يد الغزنويين. وفي عام 1006 كانت حملة محمود الغزنوي الرابعة ضد أبي الفاتح داود زعيم حركة الباطنية، وقد استولى على ملتان والبنجاب.
وقد توقّفت حملات محمود الغزنوي إلى الهند فترة من الزمن أثناء انشغاله بحروبه في الشمال مع القراخانيين، وعندما علم صوبحال والي ملتان استغل هذا الوضع وارتد عن الإسلام وعاد إلى الهندوسية دينه القديم. وقد علم محمود الغزنوي بهذا في كانون الثاني/ يناير 1008م، وشن على الفور حملته الخامسة إلى الهند وأعاد ملتان إلى حكمه مرة أخرى. وكانت حملة محمود الغزنوي السادسة إلى الهند في 31 ديسمبر 1008م لإخضاع الرجا (معناها أمير عند الهنود) الذين رفضوا الإسلام في أنحاء البنجاب. وقد أتم هذه الحملة بالنصر في أغسطس/سبتمبر 1009م، وأخضع المناطق الشمالية، وقلّت سيطرة الأمراء الهنود على ولاياتهم. وقد كانت الحملة السابعة نحو الهند لتوقيع اتفاقية تجارية. ثم خرج محمود الغزنوي في حملته الثامنة في أكتوبر 1010، وفي تلك المرة لم يواجه محمود الغزنوي أيّة صعوبات وضم ملتان تحت حكمه بشكل قطعي. أما الحملة التاسعة فكانت إلى سلط رنجا التي في منطقة ناندانا. وقد هزم الأمراء الذين لم يرغبوا في أن يكونوا تابعين له في ناندانا. وعلى أصداء انتصارات محمود الغزنوي بدأ الدين الإسلامي ينتشر في شمال الهند.
كانت حملات محمود الغزنوي في الهند إلى مدينة زان ور التي تبعد عن شمال دلهي نحو 150 كم. وقد كانت تلك المدينة مقدّسة بالنسبة للهنود، وفيها العديد من الأصنام، ومن أهمهم وأكبرهم صنم يُسمى شكراص فامي. وكان سبب قيام الحملة العاشرة في أكتوبر -نوفمبر 1014م، لهدم هذا الصنم، وجمع الغنائم، وبعد انتصاره في تلك المعركة أخذ الصنم إلى غزنة ليراه الغزنويين هناك. وكانت الحملة الحادية عشر في أواخر عام 1015م، أما الثانية عشر فكانت في 1018م، وقد جاءه من تركستان نحو 20 ألف شخص ليشتركوا في جيشه تطوعاً، وليزيد بذلك تعداد جنوده. ولم تقف أي قوة أو مقاومة في وجه محمود الغزنوي حتى توسعت أراضيه ووصل إلى أغرة. وقد قام بحملته الرابعة عشر في أكتوبر 1021م، واتجه نحو كشمير التي لم يستطع دخولها من قبل أو السيطرة عليها، إلا أنه بسبب شدة البرودة في الشتاء لم يستطع السيطرة على قلعة لوكهوت. كانت الحملة الخامسة عشر في عام 1022 إلى قلعة قلين جار التي كان قد هزم أميرها من قبل، ولكنه لم يدخل تحت طاعة محمود الغزنوي بشكل قاطع، إلا أنه ربطها بالجزية ولم يستولِ عليها، وعاد إلى غزنة في مارس-إبريل 1023. وكانت حملة محمود الغزنوي السادسة عشر من أهم الحملات التي عرفت في التاريخ، وهي معركة سومنات. وقد وقعت سومنات في يد الغزنوي بعدما حاصرها في 8 يناير 1026 م، ثم قام بإزالة صنم شيفا المقدس عندهم، وأذّن في معبده. وقد كانت آخر حروب الغزنوي السبعة عشر في الهند عندما هاجمه الجاتيين أثناء عودته من غزو سومنات، ولكنه هزمهم، وتوسع في تلك الحملة حتى وصل إلى نهر الغانج، وألقى أساس حكم الأتراك الذي سيستمر لسنوات عديدة في الهند .

## فتح الملتان

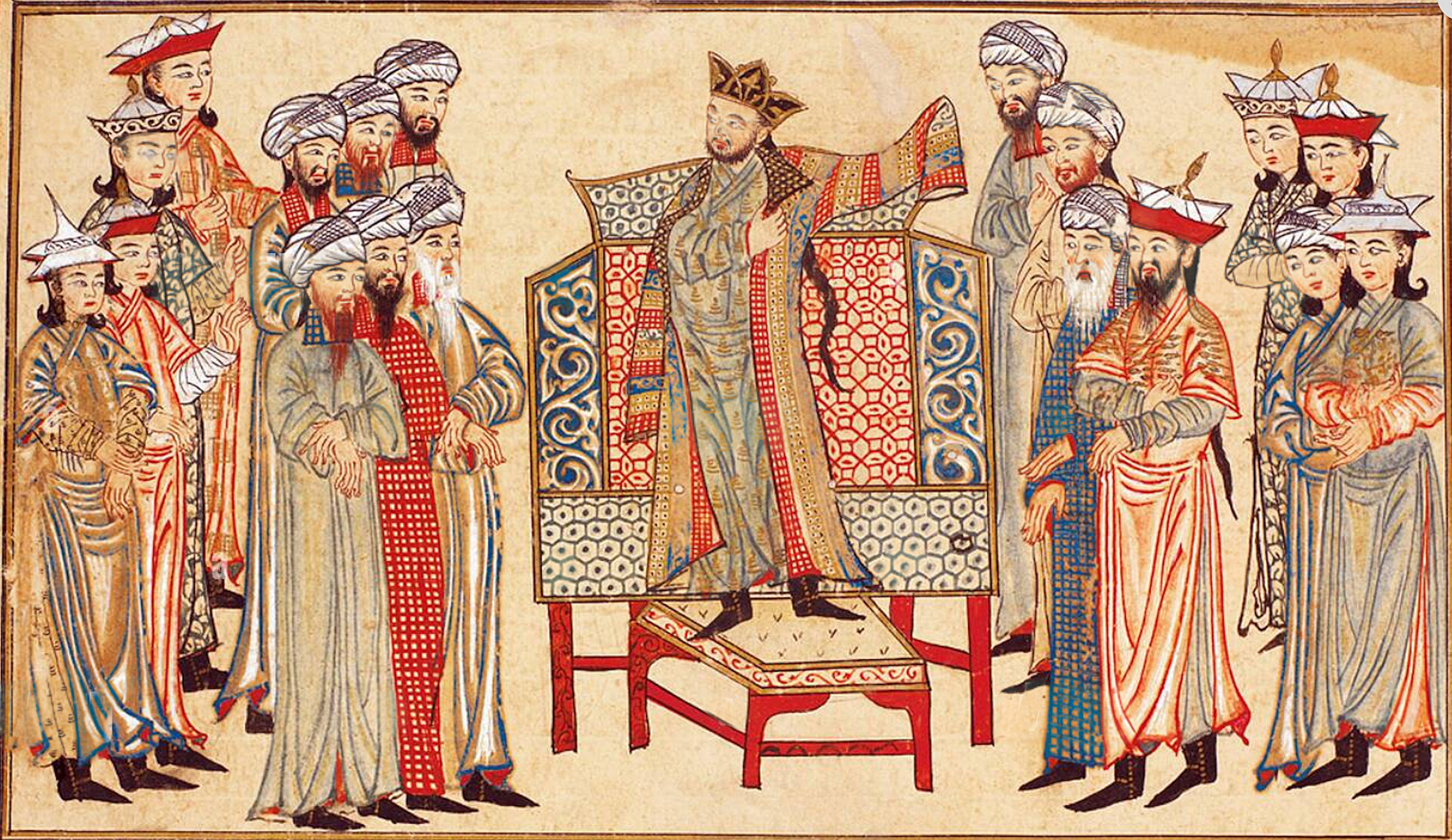
السلطان محمود مرتدياً رداء منحه له الخليفة العباسي القادر بالله من بغداد. (من كتاب جامع التواريخ لرشيد الدين)

سبب غزو محمود للملتان هو أنّ ملكها أبا الفتوح كان ملحداً، فدعا شعبه إلى الإلحاد واستجابوا له، ولكن نهر سيحون لم يسمح له بالعبور إلى الملتان، فأرسل محمود رسالةً إلى أندبال (وهو ملك دولةٍ تقع بين الدولة الغزنوية والملتان) يطلب منه فيها الإذن بعبور بلاده إلى الملتان لكن أندبال لم يجبه، فقرَّر أن يجمع بين الغزوتين، وغزا محمودٌ بلاد أندبال ولاحقه من بلدٍ إلى بلدٍ حتى وصل إلى حدود كشمير.
وعندما سمع أبو الفتوح بالأمر أدركَ أنه لا يستطيع الوقوف في وجه محمود وقتاله فأَرسل أمواله إلى سَرَنْديب (جزيرة سريلانكا)، ثم وصل محمودٌ إلى المدينة فقاتله أهلها فحاصرهم حتى فتحوا له المدينة من تلقاء أنفسهم، ثم غَرَّمهم بعشرين ألف درهمٍ عقوبةً للعصيان.

### السيطرة على سيستان
كانت توجد منازعات على كرسي الحكم في سيستان في عهد دولة الصفاريين، وقد قاموا بدعوة محمود الغزنوي ليكون حاكماً لهم، وقد خرج محمود الغزنوي في طريقه إليهم في نوفمبر 1002، وفي 21 ديسمبر أصدر أوامر خلفية جديدة عليهم، وضمهم تحت حكمه، وفي أثناء الحفل الذي أقامه الخليفة قام مجموعة من الثوار بالتمرد ضد الخليفة، وبناء عليه قام الغزنوي بإخماد هذا التمرد في 1004، وعيّن أخوه نصر لحكم تلك المنطقة.

### السيطرة على خوارزم
كان محمود الغزنوي يريد في كل فرصة متاحة له السيطرة على خوارزم، وفي عام 1017 قام بتحقيق ذلك عندما عقد معاهدة سلام مع حاكمها وأصبحت تابعة له. وقد قُرأت الخُطبة باسم محمود الغزنوي هناك، وقد أدى هذا إلى حدوث نزاعات بين قواد الجيش في خوارزم، ولهذا حدث تغيُّر في عرش الحكم في 17 مارس 1017. وقد خرج القراخانيين للسيطرة على العرش، إلا أن الغزنوي قام بهزيمة المتمردين في 3 يوليو 1017، ودخل كهنه غرغانج وأصبح حاكماً عليها، مما اضطر القراخانيين للقبول بهذا الوضع مجبرين.

### السيطرة على غور
قام محمد شهاب الدين الغوري بالخروج من طاعة الغزنويون بعد وفاة سُبُكْتِكِيْن الذي كان قد سيطر على تلك المنطقة ولاية غور من قبل. وهذه المنطقة يطلق عليها أحيانًا مَندِش. وعليه فإن محمود الغزنوي قام بحملةٍ في 1011 لإعادتها إلى حظيرة الدولة الغزنوية من جديد، وعندما علم الغوريون بذلك تشتتوا في الجبال لِعلمهم بعدم قدرتهم على هزيمة الغزنوي، وحتمية خسارتهم. وبعدها بسنوات قام بعدة حملات للسيطرة عليها، وفي عام 1020 أرسل ابنه مسعود للسيطرة على القلاع الباقية فيها، ونجح في جعل تلك المنطقة تابعة لحكمه بشكل قطعي.

### السيطرة على كارجيستان
قام محمود الغزنوي بإرسال سفير إلى حاكم كارجيستان في عام 999، وطلب منه أن ينضم إلى الدولة الغزنوية. وقد قبل حاكم كارجيستان وقتها طلب الغزنوي، وقُرأت الخُطبة باسمه. وعندما تغير هذا الوالي لم يعترف الوالي الجديد بقوة الغزنوي وتفوقه، وعندما علم الغزنوي بهذا قام بإرسال قواد جيشه و والٍ معه إلى كارجيستان، وكنتيجة لتلك الحركة الناجحة أصبحت كارجيستان تحت سيادة الغزنويين بالمعنى التام في 1012. وقد تُوفي الأمير الذي أعلن تمرده في السجن في 1015-1016.

## محاولة استيلاء إيلك الخان على خراسان

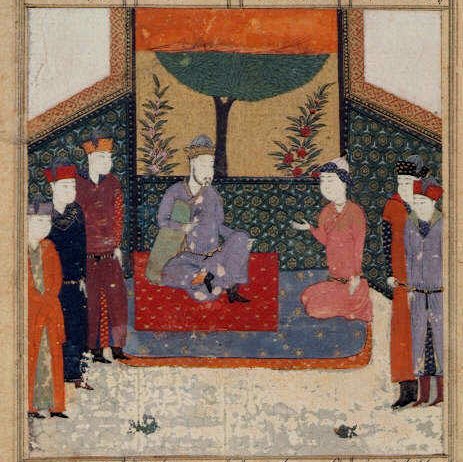
السلطان محمود مع فريد الدين العطار ومالك أياز

بعد أن استقرّ ملك خراسان لمحمود وملك ما وراء النهر لإيلك خان تصالحا واستقرَّت أمورهما، لكن إيلك الخان كتم كرهه لمحمود حتى ذهب إلى الملتان حين أرسل جيشه بقيادة سباشي تكين بينما اتجه أخوه جعفر تكين مع مجموعةٍ من الأمراء إلى بلخ. وكان ذلك في سنة 396 هـ. كان محمود قد وضع «أرسلان الجاذب» حاكماً لحين عودته وأوصاه أن ينسحب إلى غزنة في حال هاجمه أحد الجيوش، فذهب إلى غزنة حين وصل خبر جيوش إيلك الخان وحينها استولى سباشي تكين على هراة وأقام فيها وأرسل من يحتلُّ نيسابور.
في تلك الأثناء كان محمود قد خرج من الهند وفي طريقه إلى خراسان فأنفق الأموال على جيشه لتقويته وجاء ببعض المحاربين من قبائل الأتراك، وسار محمودٌ إلى بلخ والتي فيها جعفر أخ إيلك الخان واسترجعها ولكن جعفر هرب إلى ترمذ، وبعد ذلك أرسل محمود جيشه إلى هراة، فذهب سباشي إلى مرو لكي يعبر النهر هرباً من جيش محمود فقابله التركمان الغزية فهزمهم وقتل منهم الكثير ثمّ سار إلى أّبِيورد، وظلّ محمود يطاردهم حتى وصل سباشي إلى جرجان فأخرجه أهلها منها فعاد إلى خراسان وهناك قبض محمودٌ على أخيه وأسره ولكنه هرب.
وفي تلك الأثناء أرسل إيلك الخان أخاه جعفر إلى بلخ لكي يلهي محمود عن مطاردة سباشي، لكن محمود لم يكترث له وتابع مطاردته حتى هرب سباشي من خراسان، وحينها عاد محمود إلى بلخ وقاتل جعفر وهزمه شرّ هزيمة وسُلِّمت خراسان إليه.
كان إيلك الخان مصرّاً على الاستيلاء على خراسان ولذلك فقد راسل قدرخان بن بغراخان ملك الختن وقد كانت توجد قرابةٌ بينهما، ثم جاء قدرخان إلى إيلك الخان وعبرا معاً النهر إلى خراسان، وقد وصل خبر هجومهما إلى محمود وهو في طخارستان فذهب على عجلٍ قبل وصولهما إلى بلخ، فبدأ يستعد للحرب وجمع الأتراك الغزِية والخلج والهند والأفغانية والغزنوية وذهب وعسكر في مكانٍ فسيحٍ جيّدٍ للحرب.
ووصل إيلك وقدرخان وتقاتلوا مع محمودٍ حتى الليل، واستمرّ القتال في اليوم التالي وأخذ محمودٌ يبتهل بالدعاء إلى الله للنصر في المعركة، ثم انتصر في المعركة وردّ إيلك الخان وهزمه شر هزيمة.

## فتح قصدار
كان محمود قد صالح ملك قصدار على مبلغٍ من المال يدفعه ملكها إلى محمود كل فترة، لكن عندما وجد ملك قُصدار بلاده محصّنة توقف عن دفع المال، بالإضافة إلى أنه كان قد تحالف مع إيلك الخان فقرّر محمود السير إليه، ولكن قبل أن يذهب محمود إليه حدثت مشكلةٌ بينه وبين إيلك الخان وتوقّف التحالف فسار محمود إليه على الفور في سنة 402 هـ، وترك غزنة في جمادى الأول وأعلن أنه ذاهبٌ إلى هراة للتمويه لكنه غير طريقه بسرعةٍ باتجاه قُصدار، وحاصر محمود قُصدار في الليل وطوّقها فاستسلم ملكها في الصباح عندما أدرك أن محمود قد وصل وحاصر بلاده، وأخذ محمود منه ما تراكم عليه من المال لكنه تركه حاكماً على قُصدار.

## حربه مع بيدا

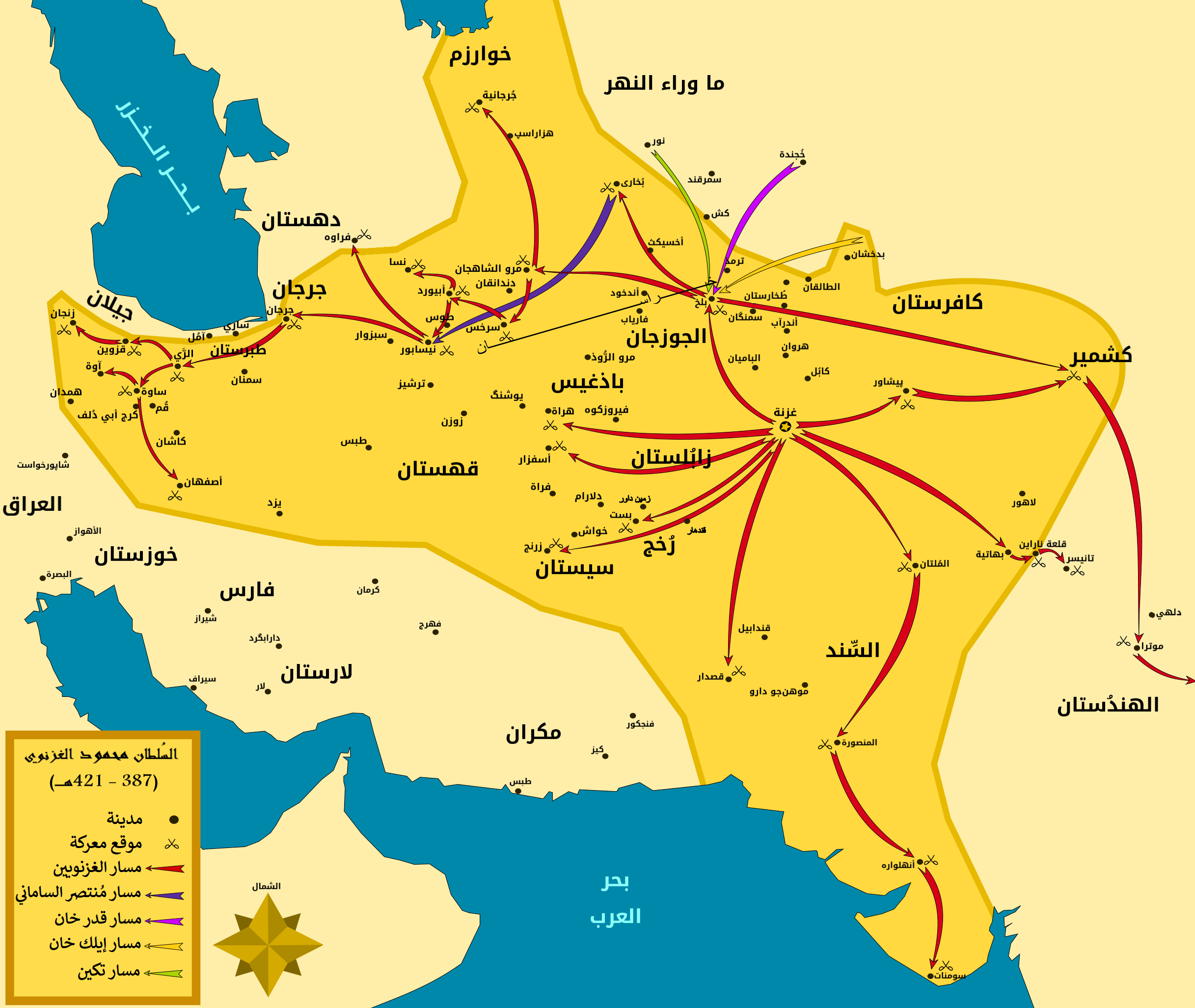
مسار حروب السلطان محمود

عندما فتح محمود قنوج (وهي ولايةٌ هندية) هرب ملكها رآي قنوج (ورآي هو لقب الملك كالخليفة والقيصر) منه، وحينه أرسل إليه بيدا (وهو من أعظم الملوك الهنود ومملكته تسمى كجوراهة) يؤنّبه على تسليم بلاده للمسلمين والهرب منها، وفي النهاية اختَلَفي ودخلا في معركةٍ قُتل فيها قنوج ومعظم جنوده، ثم هزم بيدا معظم الملوك الهنود الآخرين الذين فرّوا من محمود ووضعهم تحت رحمته ووعدهم بإعادة بلادهم إليهم، فغضب محمودٌ وسار إلى بيدا وهزمه وغنم منه وعاد إلى غزنة.
ثم سار وعبر نهر كنك ثم تابع سيره، وحينها وصلت إليه أخبارٌ عن ملكٍ هنديِّ يسمّى تروجنبال، فسار إليه حتى التقيا على جانبي نهر من الأنهار فهزمه محمود، فطلب الأمان ولكن محمود لم يقبل بذلك إلا في حال أسلم تروجنبال فهرب إلى بيدا، ولكن أثناء طريقه إلى هناك قتله بعض الهنود ممّن رافقوه، وبعد ذلك أخذ الكثير من ملوك الهند يراسلون محمود ويُظهرون له الطاعة.
بعد ذلك سار محمودٌ إلى مدينة باري وغزاها ودمّرها، وسار مجدّداً يبحث عن «بيدا»، ثم لحقه بيدا والتقيا معاً في معركةٍ عظيمة قرب أحد الأنهار، وقد كان مع بيدا 55000 فارسٍ و185000 مقاتلٍ و750 فيل، واقتتلوا في المكان حتى الليل، ولكن في اليوم التالي وجد محمود أنّ جنود بيدا قد هربوا كلٌّ منهم في اتجاهٍ مختلفٍ وتفرّقوا في النطقة وقد تركوا الأموال والأسلحة، فغنمها محمودٌ ثم سار إلى جنود بيدا فقتل معظمهم لكن بيدا نجا بعد أن قُتلت جيوشه.

### حروب السلطان محمود الغزنوي الخارجية

#### حروب السلطان محمود مع السامانيين

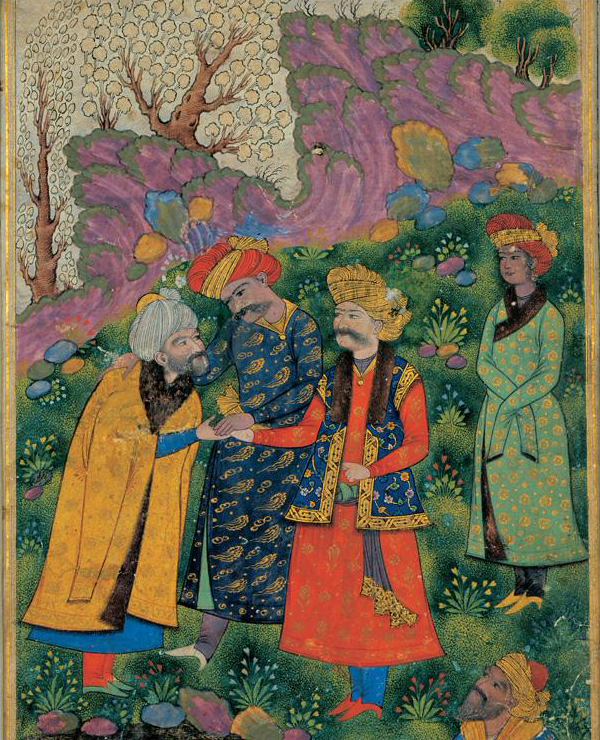
السلطان محمود مع عباس الأول، وماليك أياز

قام السمانيون باحتلال خراسان أثناء انشغال محمود الغزنوي بالحرب ضد أخيه إسماعيل على العرش في عام 998، وفي تلك الأثناء أعلن منصور الثاني أنه لن يُعيد خراسان التي قام باحتلالها إلى محمود الغزنوي. وعلى إثر هذا قام الغزنوي بالتوجه نحو نيسابور. وفي تلك الفترة لم يرغب الغزنوي في مهاجمة والي خراسان بيكتوزون والذي أتى منصور الثاني لمساعدته ومعه قوات فائق، ورضي بالانتظار لتفويت الفرصة على القرة خانيين الذين إقتربوا من ما وراء النهر. وقد قام فائق ومعه بيتوزون بعزل منصور الثاني لعدم ثقتهم فيه، وجلبوا مكانه عبد المليك بن نوح الذي كان في عُمر صغير وقتها.
وقد قام الغزنوي بهزيمة الاتحاد الذي قام به بيكتزون وفائق ومعهم أبو القاسم السيمجوري في 16 مايو 999. وسيطر على خراسان من جديد، وعين أخوه نصر واليا عليها. وفي تلك الأثناء استفاد القرة خانيون من وضع السامانيين الذين دب فيهم الضعف وقاموا بإسقاط الدولة السامانية، وقد حقق ذلك للغزنوي أن أصبحت دولته مستقلة بشكل تام، وسقطت تبعيتها لإي دولة.

#### السلطان محمود وحروبه مع القرة خانيين
كانت العلاقات بين الغزنويين والقرة خانيين ودية في عهد ناصر بن على، وقد استمرت تلك العلاقات الودية بينهما بتزوج محمود الغزنوي من ابنة ناصر بن علي في 1001. إلا أن تلك العلاقة لم تدم طويلا بسبب رغبة ناصر بن علي بالسيطرة على كل الأراضي المتبقة من السامانيين، وقد قام ابن علي بإرسال جيش إلى خراسان في الوقت الذي كان فيه الغزنوي يحارب في الهند. وعندما علم الغزنوي بهذا قام بتقوية جيشة بالخلاجيين والأفغان، وقام بإبعاد قوات ابن علي عن المدينة في سبتمبر -أكتوبر 1006. إلا أن ابن علي لم يتراجع، وفي 5 يناير 1008، قام بالتقدم نحو 20 كم طوليا في بلخ، والتقى الجيش القرة خاني بجيش الغزنويين ولم يستطع القرة خانيين مهاجمة الجيش الغزنوي بسبب وجود الفيلة أمامه، وفقدوا قدرتهم على تبادل الاصطدام. وكان هذا آخر أمل كبير قام به القرة خانيين للسيطرة على خراسان.
حدثت نزاعات بين القرة خانيين على العرش، وقد استولى أبو منصور أرسلان خان على العرش، ولم يختر أن تسير الأمور بشكل جيد مع محمود الغزنوي. إلا أن يوسف قادر خان بدأ بصراع جديد على العرش، وطلب المساعدة من الغزنوي. وبينما كان الغزنوي في يحارب في الهند، رأى المتصارع على الحكم أن هذا موقف جيدا للسيطرة على خراسان، وأنشئا جيشا متحدا من القرة خانيين، إلا أن الغزنوي قام بهزيمة هذ الجيش في 1019-1020 وعاد مرة أخرى إلى الهند.
قام أبو منصور بالانسحاب من على العرش ليوسف قادر خان، وطلب يوسف خان المساعدة من الغزنوي مرة أخرى لمواجهة أخوته. ولكن تلك المرة قُبل طلبه، وتقابل مع المتنافسين على الحكم في سمرقند في مارس-أبريل 1025، وعقد بينهم إتفاقاً. وعندما علم يوسف خان بهذا هرب، وكذا تم تجنّب النزاعات المستمرة على العرش في دولة الكراخانيين.

#### حروب السلطان محمود مع الأغوز
الأغوز هم مجموعة من التركمان، يتكونون من أربعة ألاف خيمة، وتابعين أرسلا يابغو. وقد طلبوا الإذن من السلطان محمود للعبور من خراسان بدلا من العبور من بلاد ما وراء النهر لإنهم يعانون من العبور من تلك المنطقة. وقد فكر الغزنوي أنه يمكنه أن يستفيد من القوة العسكرية لتلك المجموعة، فسمح لهم بالمرور من نهر جيحون على الرغم من مخالفة أرسلان جاذب والي طوس. إلا أن الأغوز كانوا يُقِعُون المدن التي يمرون بها في ظروف اقتصادية صعبة. وفي عام 1028 إرتفعت نسبة شكوى السكان الأصليين منهم إلى السلطان محمود. وعلى إثر هذا أرسل السلطان محمود أرسلان جاذب إلى الأغوز. إلا أن أرسلان لم يستطع حل المشكلة، وعند إتهامه بالفشل، أوضح أن قوة الأغوز قد زادت وأنهم يتفوقون على جيش ولاية، ودعى محمود الغزنوي بشخصة لمحاربتهم.
وعلى الرغم من مرض محمود الغزنوي إلا أنه تحرك إلى طوس في 1028، واتحد مع جيش جازب، وأوقع الهزيمة بالأغوز. وقد قُتل قسم كبير من الأغوز في تلك المعركة، أما القسم الباقي فقد عاش جزء منهم في الجبال وهرب جزء أخر منهم إلى كرمان، وقد تمت ملاحقة الأغوز في الداخل والخارج حتى موت السلطان محمود ليتم تنظيف البلادة منهم.

#### حروب السلطان محمود مع الزياريون
كانت توجد بين الغزنويين والزياريين الذي حكموا طبرستان علاقة جيدة. وفي عام 1012 تمرد الجيش وعزل قابوس بن وشكمير وحل مكانه. وقد خرج دارا أخو الحاكم منوتشهر بن قابوس الملقب بفلك المعالي ضده، وقد دعمه محمود الغزمنوي وأعطاه الإذن باللجوء في بلده. وعندما وصل قابوس خبر خروج أخيه دارا للذهاب إلى الغزنوي، قام على الفور بإعلان أنه تابع للغزنوي ووعده بدفع 50 ألف دينار كل سنة كجزية ليتمكن من البقاء في الحكم. وكان من آن لأخر يرسل الجنود إلى جيش محمود. وقد ظن قابوس أن منطقته في خطر شديد بعدما سيطر الغزنوي على الري، وقام بقطع طريق ذهاب الغزنوي ليحمي أراضيه. هذا التصرف الذي ظن قابوس أنه بإمكانة أن يُعيٍق حركة الغزنوي، دفع في مقابله جزية قدرها 500.000 دينار في عام 1029. وبعدما مات قابوس جاء خلفه إبنه أنشوروان، وليعترف الغزنويون به دفع 500,000 دينار.

#### حروب السلطان محمود مع البهويين
كانت العلاقات بين السلطان محمود والبويهيون علاقات ودية حتى عام 1012، عندما بدأت النزاعات على العرش، ولم يفوت الغزنوي مثل تلك الفرصة من يده. وقد طلب أبو الفوارس من محمود الغزنوي أن يساعده ليسيطر على عرش البويهيين، وقد وفر جواب محمود لهذا الطلب أن أعاده حاكم من جديد على كرمان. وبعد فترة فسدت العلاقات بين أبو الفوارس الذي يسيطر على شيراز وقائد القوات الغزنوية أبو سعيد. وعليه فقد سحب الغزنوي دعمه لإبو الفوراس. وقد هُزم أبو الفوارس وهرب من الجيش الغزنوي في كرمان.
وعلى الجانب الأخر، فقد طلب حاكم الري الذي حصل على حكم البويهيين المساعدة من الغزنوي في عام 1028، لإنه لم يكن مطمئنا للجيش، وقد قبل الغزنوي طلبه وأعاده إلى حكم الري مرة أخرى في عام 1029.

##### غزو الري
كانت الري من ضمن الدولة البويهية التي كان يحكمها مجد الدولة بن فخر الدولة بن بويه، وقد كان حاكماً فاسداً ولم يستطع إدارة الدولة جيداً ولذلك فقد كانت أمه تتولّى هذا الأمر، وعندما ماتت أمه وبدأت تتدهور الأوضاع في الدولة، حينها أخذ يراسل محمود ويخبره عن تدهور الأوضاع في الدولة ويستنجد فيه (وقد كان ذلك في سنة 420 هـ)، فأرسل محمود جيوشه إلى الرَّي، وحين وصل مجد الدولة إليهم قبضوا عليه وأخذوه أسيراً إلى غزنة (بأوامرٍ من محمود)، وعندما قُبض على مجد الدولة سار محمود إلى الري ووصلها في ربيع الآخر من سنة 420 هـ، وقد أخذ من أملاك مجد الدولة مليون درهمٍ ومن الجواهر ما يساوي نصف مليون درهم.
حين وصل محمود جاء إلى مجد الدولة وقال له: أما قرأت شاهنامه (تاريخ الفرس)، وتاريخ الطبري؟ فقال: بلى. فقال له محمود: ما حالك حال من قرأها، أما لعبت الشطرنج؟ فقال: بلى. فقال محمود: فهل رأيتَ شاهاً يدخل على شاه؟ فقال: لا. فقال محمود: فما حملك على أن سلمت نفسك إلى من هو أقوى منك؟ بعد ذلك صلب حمود الكثير من الباطنية الذين كانوا مثل مجد الدولة وأحرق كتب الفلسفة والتنجيم، ثم سار إلى «منوجهر بن قابوس» والذي كان قد أفلت منه سابقاً، واستمرّ يلاحقه من مكانٍ إلى مكانٍ حتى مات، وحين وليَ ابنه أنوشروان، وقد أخذ منه محمود جزيةً نصف مليون دينار وأصبح يخطب لمحمود في معظم بلاد الجبل التي تمتد حتى أرمينيا، ووضع ابنه مسعود حاكماً للرَّيّ بينما توجه هو إلى أصبهان (التي يحكمها علاء الدولة) وفتحها ووضع لها حاكماً، ثم ثار أهلها وقتلوا حاكمها فعاد إليها وقتل من أهلها خمسة آلاف شخصٍ ووضع عليها حاكماً جديداً ثم عاد إلى الرَّي وأقام بها.

##### حروب السلطان محمود مع الأفغان
كان الأفغان يعيشون في المنطقة الجبلية التي بين غزنة ونهر السند، وقد كانوا يقومون بالغارت من آن لأخر، ويضربون القوافل التي تمر بين خراسان والهند. وفي عام 1019 توجه الغزنوي باتجاه شرق مدينة كابل إلى الأفغان الذين يعبدون الأصنام هناك، وقد ضمهم إلى حظيرة دولته، وتحولوا إلى الإسلام.

#### علاقات السلطان محمود مع العباسيين
اعترف الخليفة العباسي أبو العباس أحمد القادر بالله بالسلطان محمود غازي كخليفة، بينما لم يعترف به السامانيين. وقد أرسل الخليفة العباسي العديد من الهدايا إلى السلطان محمود نظرًا لجهوده في نشر الإسلام والغزوات التي قام بها في أراضي الهنود الذي يعبدون الأصنام. وقد منحه العديد من الألقاب المختلفة.
كانت العلاقات التي بين السلطان محمود والكراخانيين قد فسدت عندما أراد السلطان الغزنوي السيطرة سمرقند التابعة للغزنويين، إلا أن العلاقات قد فسدت مرة أخرى في 1023-1024، عندما اشتبه السلطان محمود في إتباعهم للدولة الفاطمية. وعلى الرغم من كل تلك الأحداث فقد أنشأ السلطان الغزنوي دولة سُنِية في مواجهة الشيعة والدولة البويهية. وقد قام بصَّك النقود باسمه. وقد أرسل الهدايا إلى بغداد بعد الحروب التي كان ينتصر فيها.

## وفاته

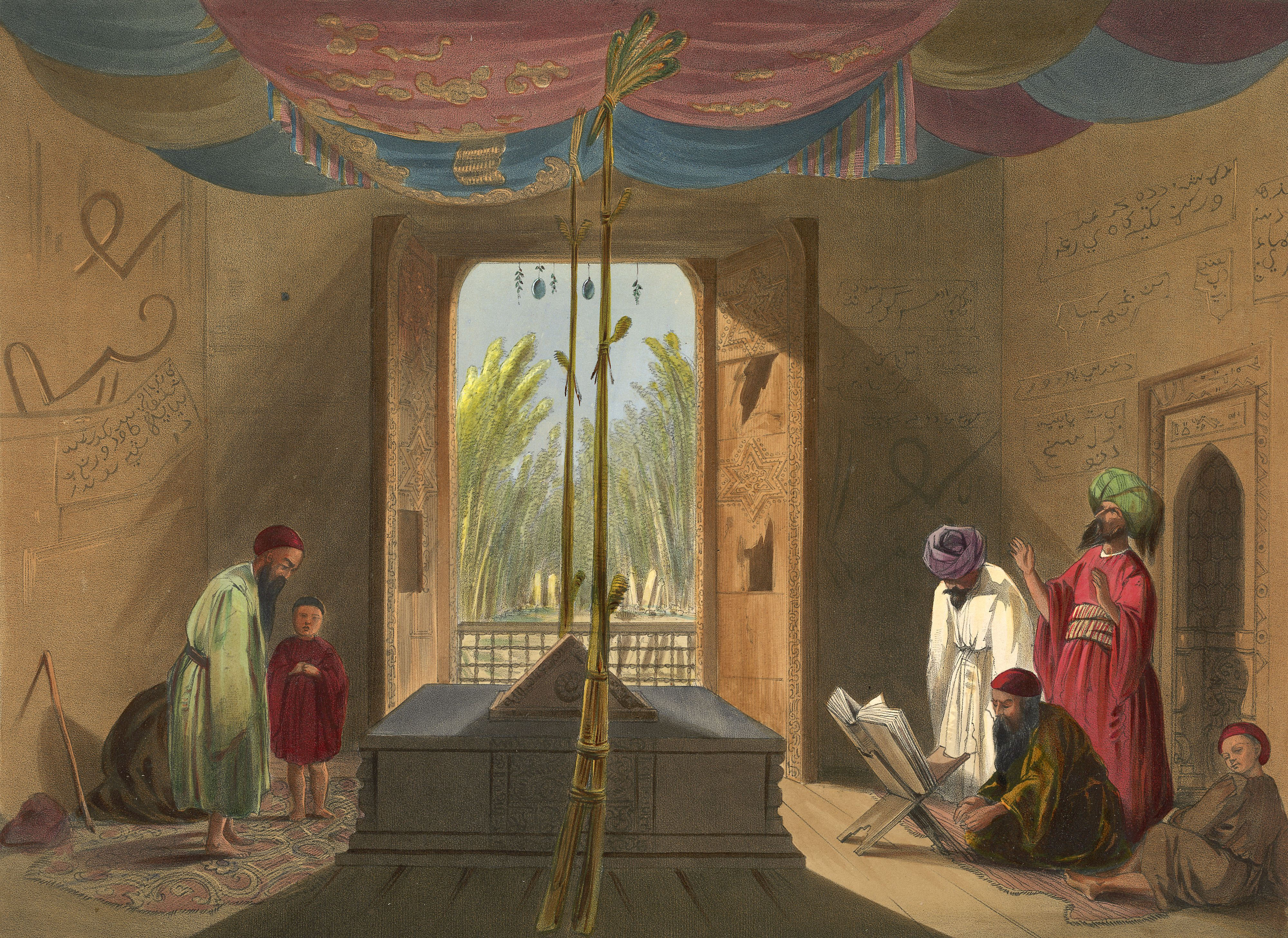
قبر السلطان محمود الغزنوي

أمضى السلطان محمود أغلب حياته في الجهاد والغزو، وبالأخص غزواته إلى الهند التي أنهكته جدًا. وكانت سببًا في مرضه. وعلى الرغم من مرضه لم يكن يستمع أبدًا إلى الأطباء. وقد عين نائبا له للقيام بالأعمال الضرورية، ويعتقد معظم المؤرخون أن السلطان محمود أُصيب بالسل.
وقد عين السلطان محمود نائبا له في مدينة بلخ في 1029-1030. وعاد إلى غزنة بسبب هواء تلك المدينة فقط. ولم يستطع أن يسترد عافيته في غزنة وتوفي في 30 إبريل 1030. في التاسعة والخمسين من عمره.
وقد عاشت الدولة الغزنوية ألمع فتراتها في عهد السلطان محمود الغزنوي، ثم بدأت بالضعف ودخلت مرحلة السقوط بعد معركة داندقان.

## شكله وصفاته
اشتهر محمودٌ بين الناس بأنه عاقلٌ وديِّنٌ وخيرٌ وعنده الكثير من العلم والمعرفة وكان يهتم بالعلماء ويستضيفهم، وكان عادلاً ويُحسن إلى رعيّته ويغزو ويُجاهد كثيراً، أما شكله فقد كان حسن الوجه ذو عينين صغيرتين وشعرٍ أحمر.[بحاجة لمصدر]

## وصلات خارجية
- answers.com - محمود الغزنوي (بالإنجليزية)
- islamdevletleri.blogcu.com - مذهب محمود الغزنوي والحركات والمذاهب الدينية في عصره (بالتركية)
- ألكسندر برزين، أريفات برزين: التفاعل التاريخي بين الثقافتين الإسلامية والبوذية قبل قيام إمبراطورية المغول، 2001 (بالإنجليزية)
- تاريخ إيران: الدولة الغزنوية (بالإنجليزية)

| سبقه إسماعيل الغزنوي | سلطان الدولة الغزنوية 998-1130 | تبعه محمد الغزنوي |